# Phasia minima
Phasia minima är en tvåvingeart som beskrevs av Sun 2003. Phasia minima ingår i släktet Phasia och familjen parasitflugor. Inga underarter finns listade i Catalogue of Life.